# Warta
La Warta (in tedesco Warthe; in latino Varta) è un fiume della Polonia con una lunghezza complessiva di 808 km, la metà navigabile.
Nasce nel Voivodato della Slesia, a est della città di Zawiercie, attraversa il territorio della Grande Polonia con le città di Częstochowa, Sieradz, Koło, Konin, Śrem, Poznań e Gorzów Wielkopolski, e confluisce nell'Oder vicino a Kostrzyn.
Si tratta del più grande affluente del fiume Oder, e fino alla confluenza la Warta è addirittura più lunga dell'Oder.
Luoghi toccati dal fiume:
- Zawiercie
- Myszków
- Częstochowa
- Działoszyn
- Sieradz
- Warta
- Uniejów
- Koło
- Konin
- Pyzdry
- Śrem
- Mosina
- Luboń
- Poznań
- Oborniki
- Obrzycko
- Wronki
- Sieraków
- Międzychód
- Skwierzyna
- Gorzów Wielkopolski
- Kostrzyn nad Odrą